# Civile (status)
Un civile, secondo il diritto internazionale umanitario, è una persona che non è membro delle forze armate del proprio paese.
Secondo il diritto marino e dell'aviazione la distinzione è fatta tra i passeggeri e l'equipaggio.